# Phare de Ghazaouet
Le phare de Ghazaouet un phare de jalonnement d'aide à la navigation dans les eaux de l'extrême ouest algérien. Il est situé à Ghazaouet dans la wilaya de Tlemcen en Algérie.

## Historique
Le premier rapport officiel traitant de l'éclairage des côtes algériennes est un rapport de la Commission Nautique de l'Algérie de 1843 qui établit un rapport complet "des améliorations à apporter aux feux existants (neuf à l'époque), des feux à établir immédiatement, des feux à établir par la suite".
Son exécution s'échelonna sur plusieurs années, avec les modifications imposées par les progrès de la technique et le développement de la navigation et dont les principales furent décidées par la Commission des Phares de 1861.
En 1848, il est mis en place un réverbère sidéral à Djemma Ghazaouet qui est déplacé en 1868 et remplacé par un appareil de quatrième ordre.
Les appareils ont été modifiés périodiquement entre 1860 et 1900. Les plus notables de ces améliorations consistèrent en la substitution de l'huile minérale par l'huile végétale en 1881, puis, par l'adoption de certains feux de lampe à niveau constant.
En 1902, nouveau programme d'amélioration de l'éclairage côtier par la mise en place d'une Commission Nautique Spéciale qui adopte un programme de réalisations prévoyant entre autres la substitution aux feux fixes existants de feux à éclats ou à occultations avec ou sans secteurs colorés.  Programme qui fut entièrement réalisé de 1904 à 1908 à l'exception de  la jetée Nord du port d'Alger.
L'électrification des feux principaux et des feux de ports fut poursuivie activement depuis la mission scientifique en Algérie, en 1924, de l'Ingénieur en chef du Service Central des Phares.
En outre quatre radiophares ont été mis en service; au phare de l'Amirauté à Alger (1931), au Cap de l'Aiguille (1938), au Cap Caxine (1938) et au Cap Matifou (1942). Les services techniques ont également prévu  l'établissement dans des délais rapprochés de quatre ouvrages supplémentaires au Cap Ténès, au Cap Bengut, au cap Bougaroun et au Cap de Garde.

## Caractéristiques
Sur la pointe à l'ouest-sud-ouest du port de Ghazaouet, au sud de l'entrée du port. Tour cylindrique de 14,5 m de hauteur, en maçonnerie lisse au centre d'un bâtiment rectangulaire en maçonnerie lisse. La bâtisse culmine à 95,4 m au dessus du niveau de la mer. Dans l'enceinte du phare : bâtiments, ocre clair, parmi lesquels sont deux logements de gardiens, un logement pour le personnel de passage et les locaux de service. Mur de clôture en maçonnerie lisse, ocre clair. À 250 m environ au nord-est, mât de signaux métallique, gris, haut de 15 m. À 370 m environ et dans l'azimut à 131°, chapelle, blanc. Sur la tour : lanterne à entretien intérieur.
La puissance de la lampe est de 1 000 W pour une tension de 220 V et l'éclairage est assuré par un feu de couleur blanche à 3 éclats en 15 secondes. La portée lumineuse est de 22 milles nautiques, soit environ 41 km ce qui en fait un phare de second ordre.